# Namahana Piia
Lidija Namahana Piia (o. 1787. – 1829.) bila je kraljica Havaja kao jedna od supruga kralja Kamehamehe I.
Njezini su roditelji bili Keeaumoku Papaiahiahi i Namahanai Kaleleokalani, a braća i sestre Kaahumanu, Kalakua Kaheiheimalie, Keeaumoku II. i Kuakini.
Drugi joj je muž bio Gideon Peleioholani Laanui.